# كيفن آرنوت (لاعب كريكت)
كيفن آرنوت (8 مارس 1961 بهراري في زيمبابوي - ) (بالإنجليزية: Kevin Arnott)‏ هو لاعب كريكت زيمبابوي. لعب مع منتخب زمبابوي للكريكت.

## وصلات خارجية
- كيفن آرنوت على موقع إي آس بي آن كريك إنفو (الإنجليزية)